# 사보이아의 마리테레즈
사보이아의 마리테레즈(프랑스어: Marie-Thérèse de Savoie 마리테레즈 드 사부아[*], 1756년 1월 31일 ~ 1805년 6월 2일) 또는 사보이아의 마리아 테레사(이탈리아어: Maria Teresa di Savoia 마리아 테레사 디 사보이아[*])는 비토리오 아메데오 3세와 그의 아내 스페인의 마리아 안토니아의 딸로서, 아르투아 백작 부인이었다. 아버지가 사르데냐 국왕으로 즉위하기 이전에 태어나, 사보이아 공녀였으며, 남편인 샤를 10세가 즉위하기 이전에 오스트리아 그라츠에서 사망하였다.

## 자녀
| 사진 | 이름          | 생일            | 사망                  | 기타                                       |
| ---- | ------------- | --------------- | --------------------- | ------------------------------------------ |
|      | 루이 19세     | 1775년 8월 6일  | 1844년 6월 3일(68세)  | 명목상 프랑스 국왕, 자녀 없음              |
|      | 소피          | 1776년 8월 5일  | 1783년 12월 5일       | 요절                                       |
|      | 샤를 페르디낭 | 1778년 1월 24일 | 1820년 2월 14일(42세) | 마리카롤린 드 부르봉시실리와 결혼, 2남 2녀 |
|      | 마리테레즈    | 1783년 1월 6일  | 1783년 6월 22일       | 요절                                       |